# 1007
1007 (MVII) fue un año común comenzado en miércoles del calendario juliano.

## Acontecimientos

### Agosto
- 15 de agosto: en Yucatán (México), el jefe maya Ah Suytok Tutul Xiu funda la aldea de Uxmal (según el calendario maya).

### Septiembre
- 17 de septiembre: a 25 km al sudoeste de Bagdad (Irak), un terremoto deja 16.000 muertos.

### Fechas desconocidas
- Aproximadamente este año, una expedición dirigida por el vikingo Leif Ericson descubrió la isla de Terranova, la península del Labrador y las actuales costas de Estados Unidos. Sin embargo, las colonias que fundaron los vikingos en esos lugares no duraron mucho porque fueron destruidas por los indios. Por este motivo y porque tales expediciones no se continuaron ni fueron conocidas, esta información no tuvo repercusión alguna en Europa hasta la llegada de Colón en 1492.
- El año del Dancehall, según la cantante Bad Gyal en su canción Jacaranda

## Nacimientos
- Gruffydd ap Llywelyn, gobernante de Gales.
- Hugo de Francia, correy de Francia.
- Ouyang Xiu (f. 1072), escritor chino.
- Pedro Damián, cardenal benedicto de la Iglesia católica.

## Fallecimientos
- Bolli Þorleiksson, guerrero vikingo.
- Juan I de Amalfi, duque de Amalfi y príncipe de Salerno.
- Maslama al-Mayriti, astrónomo, astrólogo, alquimista, matemático y polígrafo hispanoárabe.
- Pelayo Rodríguez, hombre rico del Reino de León.
- Styr Þorgrimsson, vikingo y bóndi islandés.
- Urraca Fernández, reina consorte del Reino de León.